# François Favre
Pour les articles homonymes, voir François Favre (1819-1892) et Favre.
Jean François Favre, né le 4 avril 1757 à Annecy et décédé le 7 mai 1855 au même lieu, était un homme politique savoyard puis français.

## Biographie
Jean François Favre naît le 4 avril 1757, à Annecy, dans le duché de Savoie,. Il est le fils d'Emmanuel Favre, avocat, et de Josette-Antoinette Fernex.
Favre est avocat, à Annecy au moment de la Révolution française. Il représente cette ville à l'Assemblée nationale des Allobroges, qui rassemble les députés de chaque commune de Savoie. 
Les 26 et 27 octobre 1792, cette assemblée détruit les fondements de l'Ancien Régime en Savoie et exprime le vœu d'être rattaché à la France. Favre est choisi pour faire partie de la délégation des députés savoyards envoyés devant la Convention nationale pour demander le rattachement à la République. Le 27 novembre 1792, l'annexion devient effective.
En décembre 1792, Favre est élu maire d'Annecy et occupe cette fonction jusqu'à la séparation de la Convention trois ans plus tard. 
En octobre 1795, Favre est choisi comme député du nouveau département du Mont-Blanc, par 170 voix sur 307. Il siège au Conseil des Cinq-Cents sans se rallier clairement à un parti. Il rédige un rapport sur la revente des biens nationaux dont les adjudicataires ont émigré, est membre de plusieurs commissions. Personnage relativement effacé, il parvient tout de même à se faire élire secrétaire du Conseil. Ses bons offices lui permettent d'être réélu jusqu'à la fin du Directoire.
Après le Coup d'État du 18 brumaire, Favre obtient de Bonaparte la sous-préfecture d'Annecy. Il occupe cette fonction jusqu'en 1802, date à laquelle il retourne à la vie privée. En 1815, il retrouve sa place au barreau.
François Favre meurt bien plus tard, le 7 mai 1855, à l'âge canonique de 98 ans. Il lègue « la plus grande partie de sa fortune aux hospices » (Mugnier).

### Source
- « François Favre », dans Adolphe Robert et Gaston Cougny, Dictionnaire des parlementaires français, Edgar Bourloton, 1889-1891 [détail de l’édition]